# Going to Blazes!
Going to Blazes! ist ein US-amerikanischer Dokumentarfilm unter der Regie von Gunther V. Fritsch. Das Manuskript zum Film stammt von Herbert Morgan.

## Handlung

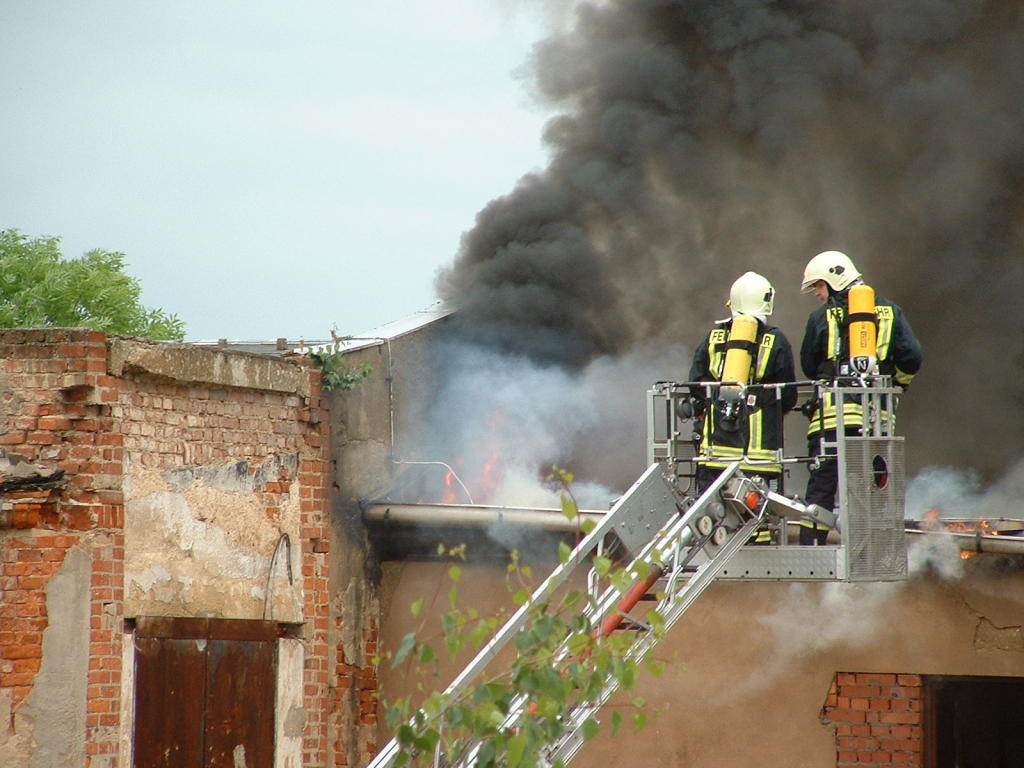
Feuerwehrleute bei der Arbeit

Der Film schaut hinter die Kulissen des Los Angeles’ Fire Departments, informiert über die Brandschutzmaßnahmen und gewährt einen Blick in das Leben und Wirken der Feuerwehrmänner und zeigt deren verantwortungsvolle und oft sehr gefährliche Arbeit.

## Produktion
Gedreht wurde im Fire Department von Los Angeles in Kalifornien.

## Auszeichnungen
- 1949 war Herbert Morgan für sein Drehbuch für den Film für den Oscar nominiert in der Kategorie „Bester Kurzfilm“ (2 Filmrollen)[1]

Die Auszeichnung ging an Walt Disney für Die Robbeninsel.